# あした、裸足でこい。
『あした、裸足でこい。』（あした、はだしでこい）は、岬鷺宮による日本のライトノベル。イラストはHiten。電撃文庫（KADOKAWA）より2022年9月から2024年4月まで刊行された。略称は「はだこい」。メディアミックスとして、犬井あやとり作画によるコミカライズが『コミックフラッパー』（KADOKAWA）にて、2023年9月号から2024年11月号まで連載。

## あらすじ
都立天沼高校を卒業しようとしている坂本巡は、自分自身のだらしない性格故に三年間の高校生活において、序盤に二斗千華という美少女と付き合うことができたことを除き大した結果を出すことができず、うだつの上がらないまま浪人生になろうとしていた。
一方、二斗千華は在学中に音楽の才能が世に認められ大ブレイクを果たしたものの、モブのように生きる坂本と、多忙を極め世界を駆け巡る二斗とではいる世界が大きく変わってしまったことから交際は自然消滅していた。
彼女がいない卒業式が終わり、卒業生たちが別離を惜しむ中、突如としてnitoこと二斗千華が遺書を残して行方不明となったニュースが駆け巡り、後輩の真琴とともに連絡を取ろうとするが電話が繋がることは無かった。
坂本が記憶をたどるようにかつて天文同好会だった場所に置かれているピアノで記憶から消えかけた思い出の曲を奏でたところ、突如として強い光に覆われ、無重力の世界に放り込まれ、気が付けば坂本は三年前の入学式の日、二斗千華と邂逅した時点に戻っていた。
坂本は三年後に訪れる、二斗千華との自然消滅と失踪を回避するべく、二度目の高校生活で奔走を始める。

## 登場人物

### 主要人物
坂本巡（さかもと めぐり）
本作の主人公で語り手。四面堂中学出身。5月30日生まれ。血液型O型。
基本的に真面目な人物ではあるが少し怠惰なところがあり、一回目の高校生活では入学直後に坂本が二斗千華に告白したことにより、二回目では二斗千華から告白されて交際することになるが、二人の居場所である天文同好会が実績不足により廃部となったこと、二斗千華がミュージシャンnitoとしてブレイクし、世界を駆け巡るようになったことから疎遠となり、交際も自然消滅した。
最初の高校生活では怠惰さ故にうだつの上がらないまま浪人することとなり、二斗千華がいない卒業式を終えた直後、彼女が遺書を遺して行方不明になったことを報道通じて知った坂本は無力感に苛まれつつ記憶をたどるように天文同好会のピアノで記憶から消えかけた思い出の曲を奏でたところ、突如として強い光に覆われ、無重力の世界に放り込まれると坂本は三年前の入学式の日、二斗千華と邂逅した時点に戻っていたことから、トライアルアンドエラーの結果――
・天文同好会のアップライトピアノでnitoの曲を演奏することで過去と未来を行き来することができる
・過去から現在に戻る際、その時点で過去の時間はサスペンドされ、現在から過去へ行く際にレジュームされる。つまり現在に戻ることがセーブポイントとなる
・現在に戻った際、その現在はバタフライエフェクト後の現在であり、その記憶が坂本と芥川真琴に書き加えられる
といったことが分かった坂本は二斗千華を取り戻すべく、また、自分自身が二斗千華の隣にいるのに値する人物になるべく現在と過去を行き来しながら二度目の高校生活では東奔西走することとなり、まずは活動実績不足により廃部寸前となった天文同好会を維持させるべく動き出すこととなる。
なお、過去に戻っている間に現在の坂本の身体がどうなっているかの言及は第3巻時点においてなされていない。
二斗千華（にと ちか）/nito（にと）
本作のヒロイン。
高校入学直後から坂本ともに天文同好会に入り浸るようになり、その流れで坂本と交際することになるが、高校入学直後から投稿した自作の曲を演奏する動画がブレイクし、瞬く間にスターへの階段を駆け上がったことで物理的に会う時間が少なくなったこと、また、二人のいる世界があまりにもかけ離れてしまったことから交際が自然消滅することとなってしまう。
表面上は成績優秀容姿端麗清廉潔白という美少女中の美少女であるが、アーティストnitoとしてはミステリアスで影のある天才というパブリックイメージがあり、坂本など気の許せる相手の前ではざっくばらんでめんどくさがりな、ちょっとだらしのない等身大の女の子である一方、強い自責思考の持ち主であり、その性格故に重圧に押しつぶされて希死念慮を抱き、遺書を残して失踪するという繊細さを持ち合わせている。また、自身の部屋が片付いていない所謂汚部屋であること、知り合ってから坂本と交際するまでの時間がかなり短いこと、二度目の高校生活で突如として髪を切る、卒業式直前に失踪するといった衝動的な行動から明記こそしていないがADHDであることが示唆されている。
坂本が現在と過去を行き来する一方、二斗千華は入学時から卒業時の失踪までを何度もタイムリープしており、第2巻冒頭においてその事実を坂本に告げた上で各々がベストを尽くすことを約束し合うことになる。
インテグレート・マグ所属後はエージェンシーが用意したネット回線と防音設備を強化したマンションを改装した寮へと引っ越す。部屋番号は303。
なお、天沼高校を卒業した大学生の姉がいる。

### 東京都立天沼高等学校関係者
芥川真琴（あくたがわ まこと）
坂本・二斗千華・五十嵐の一学年後輩で坂本の妹・瑞樹とは中学時代のクラスメイトである。
二度目の高校生活における坂本の行動によりバタフライエフェクトが発生すると彼女の脳内の記憶が書き換えられており、坂本と二斗千華以外では唯一バタフライエフェクト前の記憶を持っている。それ故に坂本が現在に戻ったとき幾度となく助言を求められ、真琴が彼女なりに答えたことが解決の糸口になることがある。
第3巻において二度目の高校生活をうまく進めるには中学三年生だった過去の自分自身を味方に付けるべきとアドバイスし、坂本に自身の黒歴史を手土産に過去へ戻らせ、当時の自分自身に突きつけさせることで中学時代の真琴を味方に付けることに成功させる。
好きなことは推しのVTuberの生配信を観ることとApex Legendsをプレイすること。
五十嵐萌寧（いがらし もね）
坂本の同級生かつ二斗千華の幼なじみで幼稚園年長のころからの大親友。二斗家の二、三軒隣にある古いアパートに母親と二人で暮らしている。
一度目の高校生活では坂本は彼女の名前を知る程度だったが、二度目において坂本が二斗千華に近付いた当初、彼女を『奪われかねない』坂本に対し強い敵意を露わにするものの、天文同好会と二斗千華に対する想いが本物であることを知り、二人を応援する方向に舵を切るとともに天文同好会に合流することとなる。
幼稚園のころのエピソードや、高校生になり、いつも彼女と一緒というわけにはいかない年齢になったことを認識するようになり、二斗千華との新しい関係性を構築するべく模索する姿からある程度常識人かつ自分自身を客観的かつバイアスを排除して分析するメタ認知ができる人物であることが示唆されている。
一度目の高校生活では一年生の一学期に行われた配信ライブのあたりで大喧嘩の末絶交したものの後悔の念を抱き続けながら高校生活を送ることとなり、卒業式の日にnitoが遺書を遺して行方不明になったことを知ったショックで過呼吸となり救急搬送される。
二度目では二斗千華への依存を軽減するべく坂本に夢中になれる新しいものを一緒に探して欲しいと頼み、坂本は彼女の依頼を受けつつ絶交回避に向けて動くこととなる。
六曜春樹（ろくよう はるき）
坂本・二斗千華・五十嵐の一学年先輩。
陽キャグループの中心人物だがチャラいわけではなく、スポーツ万能で頭の良い、質実剛健を地で行くような人物である。
実家は吉祥寺の大地主で父親は会社を経営している富裕層であり、彼もまた起業家を目指しているが、一度目の高校生活では坂本が一方的に彼のことを知っているだけであり、その裏では起業家になることを父親に反対されており、賛成する条件として六曜が担当する文化祭の有志ステージの観客動員数を、二斗千華が担当するメインステージのそれより上回るという難題を突きつけられるが、努力の甲斐も空しく四倍以上という圧倒的な動員数の差を付けられたことをきっかけに半ば自暴自棄的な生き方をするようになる。
二度目では天文同好会の人数集めのため坂本から声を掛けられたのをきっかけに、様々な種類の人物と知り合うことがのちの起業に役立つと考え同好会に合流するとともに、文化祭では坂本・萌寧と組み、観客動員数対決で二斗千華を倒すべく動くことになる。
西上（にしがみ）
坂本が一年および三年の時に同じクラスだった男子生徒。一度目の高校生活で坂本が自己紹介で滑り倒したためあまり仲良くなることは無かったが、二度目ではデートや服装に関する相談をする程度の関係になっている。
天文同好会の部員集めの際、坂本に名義貸しでも良いからという誘いに難色を示すなど、一定の倫理観を持ち合わせている。
鷹島（たかしま）、沖田（おきた）
西上と同じく、坂本が一年の時に同じクラスだった男子生徒。
千代田百瀬（ちよだ ももせ）
『失恋探偵ももせ』のヒロイン。現代国語の教師であり、昨年度に双子を出産後産休からの復帰を機に天沼高校へ赴任し、坂本が在学中の全学年において担任となる。一度目の高校生活では坂本に少々手を焼くような描写があったが、二度目では坂本の行動に心を動かされ自ら天文同好会の顧問になることを申し出る。
また、坂本たちは気付いていないが、minaseの高校時代の担任でもあった。
戦艦ポチョムキンズ（せんかんポチョムキンズ）
M-1グランプリ予選突破を目指すツッコミの志摩（しま）とボケの遠山（とおやま）の芸人志望の二人組。六曜が担当する文化祭の有志ステージにトップバッターとして登場し、コント『絶対にルールを守らせたい教頭・東VSマニュアル通りが許せない学年主任・田村』『妙に鋭い千代田先生VS嘘が下手な南原先生』といった内輪ネタをかけた。
実在した旧ソビエト連邦の戦艦ポチョムキンや実在するフリーのお笑いコンビポチョムキンズとは無関係。
吾妻きらら（あづま きらら）
戦艦ポチョムキンズ同様文化祭の有志ステージに出場し、TikTokで少しバズったダンスを披露する。
OBORO月夜（おぼろつきよ）
文化祭の有志ステージに出場したバンド。高校生ながらライブハウスでの演奏実績がある。
FLIXIONS（フリクションズ）
文化祭の有志ステージに出場したダンスチーム。

### インテグレート・マグ
minase（みなせ） / 水瀬暦美（みなせ こよみ）
インテグレート・マグ代表で過去において十九歳の大学生。幼少期から蓄積した文化資本の高さと守備範囲の広さに裏打ちされたコラムが社会学者・西園質量の目に留まったのをきっかけに高校在学時からライターとして頭角を現すようになり、大学入学後はまだ手つかずのジャンルを問わず面白そうなクリエイターに声をかけ、個人事業主として文化人でもある自身や彼らをマネジメントするエージェンシーであるインテグレート・マグを立ち上げ、のちに出資者を募り法人化を行う。
なお、法人化のタイミングは二斗千華のタイムリープのたびに微妙に異なり、中には法人化に失敗するパターンも存在している。
作者の過去作『三角の距離は限りないゼロ』のヒロインであり、十歳から十七歳の間は水瀬春珂・水瀬秋玻という二つの人格に分裂しており、最長で百三十一分ごとに一回の割合で人格が入れ替わっていたため、その間に嗜好が異なる各々の人格で蓄積した圧倒的な文化的素養は他者を凌駕している。
坂本からは『二十歳過ぎのお姉さん』と思われているが、実年齢より年上に見られるのは前述のような事情によるものである。
サキ / 御簾納咲（みすの さき）
nitoに続きインテグレート・マグに二番目に所属している配信者。個人で『恋は夜空をわたって』という音声配信をしていたところをminaseによってスカウトされる。年齢はnitoより年上だが、所属はnitoのほうが早いため彼女を先輩として扱っている。彼氏持ち。作者の過去作『恋は夜空をわたって』のヒロインでもある。
なお、寮として暮らしているマンションの部屋は二斗千華の隣で部屋番号は302。
矢野（やの）
インテグレート・マグの業務を手伝っている男性スタッフ。

### 登場人物の家族
坂本瑞樹（さかもと みずき）
坂本巡の妹で兄である巡とは年子である。また、中学三年生の時点において芥川真琴とは同級生かつ同じクラスである。
五十嵐杏里（いがらし あんり）
萌寧の母親で離婚後、会社員として女手ひとつで萌寧を育てる。
一度目、二度目を問わず過労による免疫力低下により職場で倒れ、病院に入院するが命に別状が無く事なきを得るが、二斗千華は複数回におよぶタイムリープにより命に別状が無いことを知っていたため無意識のうちに萌寧への扱いがなおざりとなり、二人が大喧嘩あるいは関係がフェードアウトする遠因となってしまう。

### その他の人物
三津屋（みつや）
萌寧が坂本とともに二斗千華以外に夢中になれるものを見つけるために六曜春樹とともに訪れたフットサルコートで出会った大学生。
萌寧に一目惚れし、アプローチを繰り返すようになったため、彼のパーソナリティを確認するべく二斗千華が提案し、訪れた葛西臨海公園でのダブルデートでも彼の言動に特に問題は無いどころか、むしろフナムシを怖がるなど可愛らしい部分が明らかとなり、坂本は三津屋を好人物であると評する。大観覧車で二斗千華・坂本と別々のゴンドラに分かれ、二人きりになったタイミングで萌寧に告白する。
桜田（さくらだ）
文化祭で有志ステージの会場を予定している、天沼高校隣の区民センターに隣接する家に住む品の良い老婦人。文化祭当日騒音が懸念されるため、事前の了承を得るべく坂本と五十嵐が交渉に訪れるが近隣住民で唯一反対を受けるも、芥川真琴のアイディアによって反対を取り下げる。
七森拓也（ななもり たくや）
江戸川区にある都立春江高校の天文部部長の二年生。
真琴が編集を担当したことでクオリティが上がり、再生数が増えた天文同好会のYouTubeチャンネルをきっかけに坂本と真琴を三十一名の部員を擁し、OBによって施設が整備された自校の天文部に招待する。
当初は二人を歓迎していたが、新宿のファミレスで互いに近況報告をした際、恋人のために小惑星を見つけたい坂本の動機を不純だと糾弾するも、真琴にそれの何が悪いのかと反論され、あまり雰囲気の良くないまま国立科学博物館で行われた阿智村での天体観測会の参加者選考会で坂本・真琴と筆記試験および面接で参加者の座を争うことになる。

## 既刊一覧

### 小説
- 岬鷺宮（著）・Hiten（イラスト） 『あした、裸足でこい。』 KADOKAWA〈電撃文庫〉、全5巻
  1. 2022年9月10日初版発行（9月9日発売[2]）、ISBN 978-4-04-914495-6
  2. 2022年12月10日初版発行（12月9日発売[3]）、ISBN 978-4-04-914496-3
  3. 2023年7月10日初版発行（7月7日発売[4]）、ISBN 978-4-04-915014-8
  4. 2023年12月8日初版発売[5]、ISBN 978-4-04-915349-1
  5. 2024年4月10日初版発売[6]、ISBN 978-4-04-915598-3

### 漫画
- 犬井あやとり（漫画）・岬鷺宮（原作）・Hiten（キャラクター原案） 『あした、裸足でこい。』 KADOKAWA〈MFコミックス フラッパーシリーズ〉、全2巻
  1. 2024年1月23日発売[7][8]、ISBN 978-4-04-683199-6
  2. 2024年11月22日発売[9]、ISBN 978-4-04-684205-3